# Municipio de East Hess
El municipio de East Hess (en inglés: East Hess Township) es un municipio ubicado en el condado de Gray en el estado estadounidense de Kansas. En el año 2010 tenía una población de 360 habitantes y una densidad poblacional de 1,28 personas por km².

## Geografía
El municipio de East Hess se encuentra ubicado en las coordenadas 37°36′49″N 100°16′45″O / 37.61361, -100.27917. Según la Oficina del Censo de los Estados Unidos, el municipio tiene una superficie total de 280.61 km², de la cual 280,53 km² corresponden a tierra firme y (0,03 %) 0,08 km² es agua.

## Demografía
Según el censo de 2010, había 360 personas residiendo en el municipio de East Hess. La densidad de población era de 1,28 hab./km². De los 360 habitantes, el municipio de East Hess estaba compuesto por el 92,5 % blancos, el 0,83 % eran afroamericanos, el 0,83 % eran amerindios, el 4,44 % eran de otras razas y el 1,39 % eran de una mezcla de razas. Del total de la población el 17,78 % eran hispanos o latinos de cualquier raza.